# Igor Walentinowitsch Okrepilow
Igor Walentinowitsch Okrepilow (russisch Игорь Валентинович Окрепилов; * 14. Dezember 1946; † 15. April 2011 in St. Petersburg) war ein sowjetischer bzw. russischer Theater- und Film-Schauspieler sowie Synchronsprecher.

## Laufbahn
Okrepilow schloss 1969 das Leningrader Staatsinstitut für Theater, Musik und Kinematografie ab, wo Boris Wulfowitsch Son und Sergei Wassiljewitsch Gippius seine Lehrer waren. Er spielte anschließend am Leningrader Komödientheater und trat dort u. a. in Majakowskis Баня (Wanja), Гусиное перо (Gusinoje pero) von Semjon Lwowitsch Lungin und Ilja Isaakowitsch Nusinow sowie als Paris in Jean Giraudoux’ Der trojanische Krieg findet nicht statt auf. Außerdem war er unter der Leitung Wadim Semjonowitsch Schuks seit 1989 regelmäßig am Sketch-Theater Четвертая стена (Tschetwertaja stena) in Leningrad zu sehen. Zu seinen Bühnenpartnern zählten hier Alexander Iwanowitsch Romanzow, Boris Grigorjewitsch Smolkin und Irina Wladimirowna Pjarson.
Seinen ersten Filmauftritt hatte Okrepilow 1967 in Личная жизнь Кузяева Валентина (Litschnaja schisn Kusjajewa Walentina), dem Regiedebüt von Igor Maslennikow. Für Diesen stand der dunkelhaarige Darsteller noch einmal 1980 in Die Abenteuer von Sherlock Holmes und Dr. Watson – Die blutige Inschrift vor der Kamera. Er war auch in einigen Märchenfilmen zu sehen, ebenso in drei Fernsehspielen, beginnend mit einer Adaption von Gogols Die Geschichte vom großen Krakeel zwischen Iwan Iwanowitsch und Iwan Nikiforowitsch im Jahr 1971, und der zweiteiligen Komödie Трое в лодке, не считая собаки (Troje w lodke, ne stschitaja sobaki, 1979) nach dem Roman Drei Mann in einem Boot von Jerome K. Jerome. Seine letzte Rolle vor dem Ende der Sowjetunion gab Okrepilow 1989 in Сирано де Бержерак (Sirano de Berscherak) von Naum Borisowitsch Birman, danach war er vorwiegend in Miniserien zu sehen. Des Weiteren fungierte Okrepilow als Synchronsprecher für die russischsprachigen Fassungen von neun Filmen aus den Unionsrepubliken sowie dem Ausland.
Er starb 64-jährig und wurde auf dem Nordfriedhof in St. Petersburg beigesetzt. Er hinterließ einen Bruder.

## Filmografie

### Darsteller (Auswahl)
- 1974: Zarewitsch Proscha
- 1975: Iwan und Marja (Iwan da Marja)
- 1977: Wie der dumme Iwanuschka das Wunder suchte (Kak Iwanuschka-duratschok sa tschudom chodil)
- 1979: Трое в лодке, не считая собаки (Troje w lodke, ne stschitaja sobaki)
- 1980: Sherlock Holmes und Dr. Watson – Die blutige Inschrift (Scherlok Cholms i doktor Watson – Krowawaja nadpis)
- 1987: Moonsund

### Synchronsprecher
- 1979: Die Olsenbande ergibt sich nie (Olsen-banden overgiver sig aldrig)
- 1980: Geheimsache Hangar 18 (Hangar 18) – für Gary Collins
- 1981: Die Gelbe Rose lebt gefährlich (Trandafirul galben) – für George Motoi
- 1983: Šāviens mežā – für Uldis Dumpis
- 1983: Дом под луной (Dom pod lunoi) – für Aschir Tschokubajew
- 1983: Akmeņainais ceļš – für Juris Rijnieks
- 1987: Der Fluch des Schlangentals (Sakljatie doliny smeu) – für Roman Wilhelmi
- 1991: Die junge Katharina (Young Catherine)
- 1997: Con Air